# Омбел
Омбел (фр. Ambel) насеље је и општина у источној Француској у региону Рона-Алпи, у департману Изер која припада префектури Гренобл.
По подацима из 2011. године у општини је живело 21 становника, а густина насељености је износила 4,2 становника/km². Општина се простире на површини од 5 km². Налази се на средњој надморској висини од 900 метара (максималној 1.596 m, а минималној 735 m).

## Демографија
| 1962. | 1968. | 1975. | 1982. | 1990. | 1999. | 2011. |
| ----- | ----- | ----- | ----- | ----- | ----- | ----- |
| 33    | 26    | 27    | 22    | 38    | 22    | 21    |

График промене броја становника у току последњих година